# Дністер (єврорегіон)
Єврорегіон «Дністер» — орган транскордонного співробітництва, об'єднання місцевих органів влади адміністративно-територіальних одиниць України та Республіки Молдова (не є альтернативою місцевим адміністраціям). 
Основною метою створення та діяльності Єврорегіону «Дністер» є здійснення програм комплексного гармонізованого розвитку територій, прилеглих до річки Дністер. 
2 лютого 2012 р. в місті Києві під час двосторонньої зустрічі Прем'єр-міністра України М. Я. Азарова та Прем'єр-міністра Республіки Молдова В. Філата відбулось підписання статутних документів Єврорегіону «Дністер», а саме, установчого договору. Згідно з угодою до Єврорегіону «Дністер» від України ввійшла Вінницька область, від Республіки Молдова райони: Сорока, Дондушень, Окниця, Резіна, Флорешть і Шолданешть. 28 лютого 2013 року до Єврорегіону приєднався район Дубосари Республіки Молдова
Територія єврорегіону — 34 218 км². Населення — 2 050 тис. чол. 
Єврорегіон «Дністер» також може бути розширений за рахунок Кам'янського та Рибницького районів Придністров'я Республіки Молдова. 
Для досягнення мети Сторони будуть співпрацювати, в межах своєї компетенції, над реалізацією таких завдань:
— організація, координація і поглиблення зв'язків в економіці, торгівлі, науці, освіті, культурі, туризмі та спорті;
— здійснення спільних проектів з охорони навколишнього середовища, екологічного оздоровлення басейну річки Дністер;
— реалізація спільних транскордонних інвестиційних проектів;
— здійснення регіональних проектів (програм) з питань скорочення безробіття серед населення прикордонних районів за допомогою підвищення економічного потенціалу;
— організація контактів з відповідними міжнародними організаціями, фондами, інститутами, агентствами та іншими організаціями. 
Під час установчої зустрічі Ради Єврорегіону «Дністер», що відбулась 27 лютого 2012 року в місті Вінниця, головою Єврорегіону «Дністер» було обрано голову Вінницької обласної Ради Сергія Татусяка, заступником голови — голову району Сорока Віктора Сеу.